# 佐珍娜·里兹克
佐珍娜·里兹克（阿拉伯语：جورجينا رزق，1953年1月3日—）是黎巴嫩名媛、前女演員及模特兒。她最為人所知的身分是作為黎巴嫩的首位及唯一一位环球小姐。1971年，在美國邁阿密海灘，她贏得了環球小姐選美比賽，是歷史上第一位來自中東/西亞和阿拉伯世界的環球小姐.里兹克現擔任黎巴嫩小姐的評判。

## 生平
里兹克出生於黎巴嫩一個基督徒家庭：父親是黎巴嫩人，母親則是匈牙利人。她母親和意大利裔前夫育有一名女兒，也是里兹克的同母異父的胞姊。里兹克精通阿拉伯語、法語、英語及意大利語。1978年她與一名巴勒斯坦男人阿里·哈桑·萨拉马（黑色九月的負責人）結婚，並在夏威夷度蜜月。里兹克懷孕後返回貝魯特。里兹克懷孕了只有六個月時，萨拉馬被以色列情報及特殊使命局暗殺身亡。 。里茲克其後誕下萨拉馬的兒子阿里（Ali Salameh）。她在1990年嫁給知名黎巴嫩歌手Walid Toufic並育有兩名孩子。